# Puchar Świata w skokach narciarskich w Raufoss
Puchar Świata w skokach narciarskich w Raufoss odbył się tylko w sezonie 1989/1990 - 17 marca 1990 roku na skoczni Lønnbergbakken o punkcie K-90. Ten konkurs miał być rozgrywany wprawdzie w innej norweskiej miejscowości - w Bærum, ale zdecydowano się przenieść go właśnie do Raufoss. W tych zawodach Austriacy Andreas Felder i Heinz Kuttin zajęli dwie pierwsze pozycje, a podium uzupełnił Jens Weißflog. Polacy nie wystartowali.

## Medaliści konkursów PŚ w Raufoss
| Lp | Data          | Skocznia       | K / HS | Uwagi | 1. miejsce     | 2. miejsce   | 3. miejsce    |
| -- | ------------- | -------------- | ------ | ----- | -------------- | ------------ | ------------- |
| 1. | 17 marca 1990 | Lønnbergbakken | K90    | -     | Andreas Felder | Heinz Kuttin | Jens Weißflog |